# San Cipriano Po
San Cipriano Po er en italiensk by (og kommune) i regionen Lombardiet i Italien, med omkring 457(2023) indbyggere. 